# Actinoptera fuscula
Actinoptera fuscula es una especie de insecto del género Actinoptera de la familia Tephritidae del orden Diptera.

## Historia
Munro la describió científicamente por primera vez en el año 1957.